# Mount Takahe
Mount Takahe är en vulkan i Antarktis. Den ligger i Västantarktis. Inget land gör anspråk på området. Toppen på Mount Takahe är 3 460 meter över havet.
Mount Takahe är den högsta punkten i trakten.